# Podjetniški pospeševalnik Katapult
Katapult je podjetniški pospeševalnik, ki ga je v Trbovljah leta 2016 ustanovil Jure Knez, soustanovitelj in večinski lastnik podjetja Dewesoft. Podjetniški pospeševalnik je nastal z obnovo poslopja propadlega podjetja.  Katapult zagonskim podjetjem zagotavlja infrastrukturo (pisarne, konferenčne sobe, prenočitvene kapacitete), znanje v obliki izobraževalnih programov in mentorstva, računovodstvo, administracijo, revizijo, pomoč pri proizvodnji in opremo za testiranje prvih prototipov.
Koncept Katapulta je nastal iz vizije spodbujanja mladih podjetnikov in zmanjševanje brezposelnosti predvsem v Zasavski regiji. Ime podjetniškega pospeševalnika izhaja iz naprave za izstreljevanje kamnov, iz katapulta.

## Podjetja, ki delujejo pod okriljem Katapulta
Svojo podjetniško pot je v Katapultu pričelo podjetje Chipolo, ki je postalo eno najbolj prepoznavnih zagonskih podjetij v Sloveniji. Prepoznavni so postali s Kickstarter kampanjo v kateri so zbrali 300.000 evrov.
V Katapultu delujejo naslednja zagonska podjetja:
- Chipolo: razvoj in izdelava pametnih obeskov za iskanje izgubljenih predmetov
- AFormX: letalska tehnologija in finomehanika
- Academy 4: letalska akademija
- SOS šola: spletni portal za podporo otrokom za lažje razumevanje matematike
- ZOYO Baby: izdelava pametnih senzorjev za spremljanje dojenčkovega dihanja, srčnega utripa in temperature
- MonoDAQ: izdelava enokanalnih merilnih naprav, podprtih s programsko opremo DewesoftX
- More Than Beauty: izdelava unikatnih in kreativnih oblačil ter modnih dodatkov
- Založba 5KA: založništvo
- RUK - DDTlab: mreža centrov raziskovalnih umetnosti in kulture
- Flare: izdelava pametna kresnička, ki sporoča lokacijo otroka

Leta 2021 je Katapult sklenil sodelovanje s Koopeartivo 103, ki nudi proizvodne prostore in stroje zagonskim podjetjem s prehrambenimi produkti.